# Emberiesség elleni bűntett
Az emberiesség elleni bűntett (angolul: crimes against humanity) nemzetközi jogot az 1998-ban elfogadott római statútum alapján szabályozzák. Kezdete a második világháborút követő nürnbergi perekhez nyúlik vissza. Habár a régi (2012) magyar Btk.-ban nem szerepelt önálló tényállásként, az emberiesség elleni bűntettről az 1947. évi XVIII. törvény is említést tett. Mivel a statútumot Magyarország is elfogadta, így a Btk. szabályozás hiánya ellenére hazánkban is érvényes volt.

## Története
1945-ben a második világháború után a győztes hatalmaknak problémát jelentett, hogy a nácik által elkövetett bűnök számonkérésének egy részére nem létezett jogi alap. Ilyen volt az a helyzet például, amikor a bűnöket egy állam nem az ellenséges polgárok, hanem a saját állampolgárai ellen követi el. A népirtás fogalmáról is csupán 1948-ban született egyezmény.
A nürnbergi perek idején az emberiesség elleni bűntett számonkérése még nem kölcsönösen megalkotott és szabályzott nemzetközi szerződések alapján történt, hanem amerikai, brit, szovjet és francia ügyészek a nürnbergi Nemzetközi Katonai Törvényszék által jártak el. Ezek az ítéletek aztán a következő évtizedekben precedenst teremtettek a későbbi eljárásokra. 1968-ban a New York-i konvención fogalmazódott meg, hogy az emberiesség elleni bűntett soha nem évül el, a háborús rémtetthez hasonlóan.
1998-ban, 120 állam részvételével rendezett konferencián elfogadták az ún. római statútumot, ami a népirtás (the crime of genocide), a háborús bűntettek (war crimes) és az agresszió bűntette (the crime of aggression) mellett nemzetközi szinten szabályozta az emberiesség elleni bűntettét is.
A magyar Btk.-ba 2013-ban került be a szabályozás, így a római statútum értelmében a jog hazánkra is vonatkozik.

## Működése
Korábban a ruandai és jugoszláviai törvénysértések idején még ENSZ felhatalmazással hoztak létre törvényszéket, de később a hágai Nemzetközi Büntetőbíróság végzi a számonkérést. A három bíróság alapokmánya szerint az emberiesség elleni bűntettet nem csak háború idején, hanem békeidőben is elkövethetik, így ez nem kizáró ok.

## Lásd még
- Emberiség elleni bűncselekmények
- Nemzetközi Büntetőbíróság